# Iglesia de San Julián (Viñón)
La Iglesia de San Julián es una Iglesia situada en la localidad asturiana de Viñón en el concejo de Cabranes. Es un templo románico. Fue declarado Monumento Provincial de Interés Histórico-Artístico, junto con otras Iglesias asturianas, mediante Orden de 7 de mayo de 1965. En la actualidad se inserta en la Categoría de Bien de Interés Cultural.

## Historia
La fecha fundacional del templo no está clara. Si bien en el Liber Testamentorum de la Catedral de Oviedo aparece se cita el templo en el siglo IX los estudios de los elementos constructivos indican como probable su construcción en el siglo XII

## Morfología
Se trata de un edificio de pequeñas dimensiones englobado dentro del rómanico rural. Presenta una nave única rectangular con techo de madera a dos aguas en el exterior. El ábside es rectangular cubierto con una bóveda de medio cañón. La decoración exterior de la iglesia es inexistente. En ampliaciones posteriores se le añadieron los pórticos frontal y lateral así como la sacristía.
La Iglesia ha sido restaurada en varias ocasiones. La última, proyectada en 2004, alteró radicalmente el aspecto exterior de la Iglesia, al cubrir la piedra original con cemento y demoler algunos elementos exteriores del templo. El interior fue modificado por iniciativa del párroco en 2006, eliminándose diverso mobiliario.
Se ha sugerido que el emplazamiento de la Iglesia obedece al propósito de esconderla de eventuales expediciones musulmanas. Eso explicaría por qué el templo se encuentra aislado, situado en una zona rodeada de montañas con un único y oculto acceso llano, y sin núcleos de población a su alrededor.
La Iglesia está situada a escasos metros del Museo de la Escuela Rural de Asturias y de la senda fluvial del río Villacaba, con los que forma un conjunto de interés.